# Minosia senegaliensis
Minosia senegaliensis är en spindelart som beskrevs av Raymond Comte de Dalmas 1921. Minosia senegaliensis ingår i släktet Minosia och familjen plattbuksspindlar.
Artens utbredningsområde är Senegal. Inga underarter finns listade i Catalogue of Life.